# Brabus Rocket 900

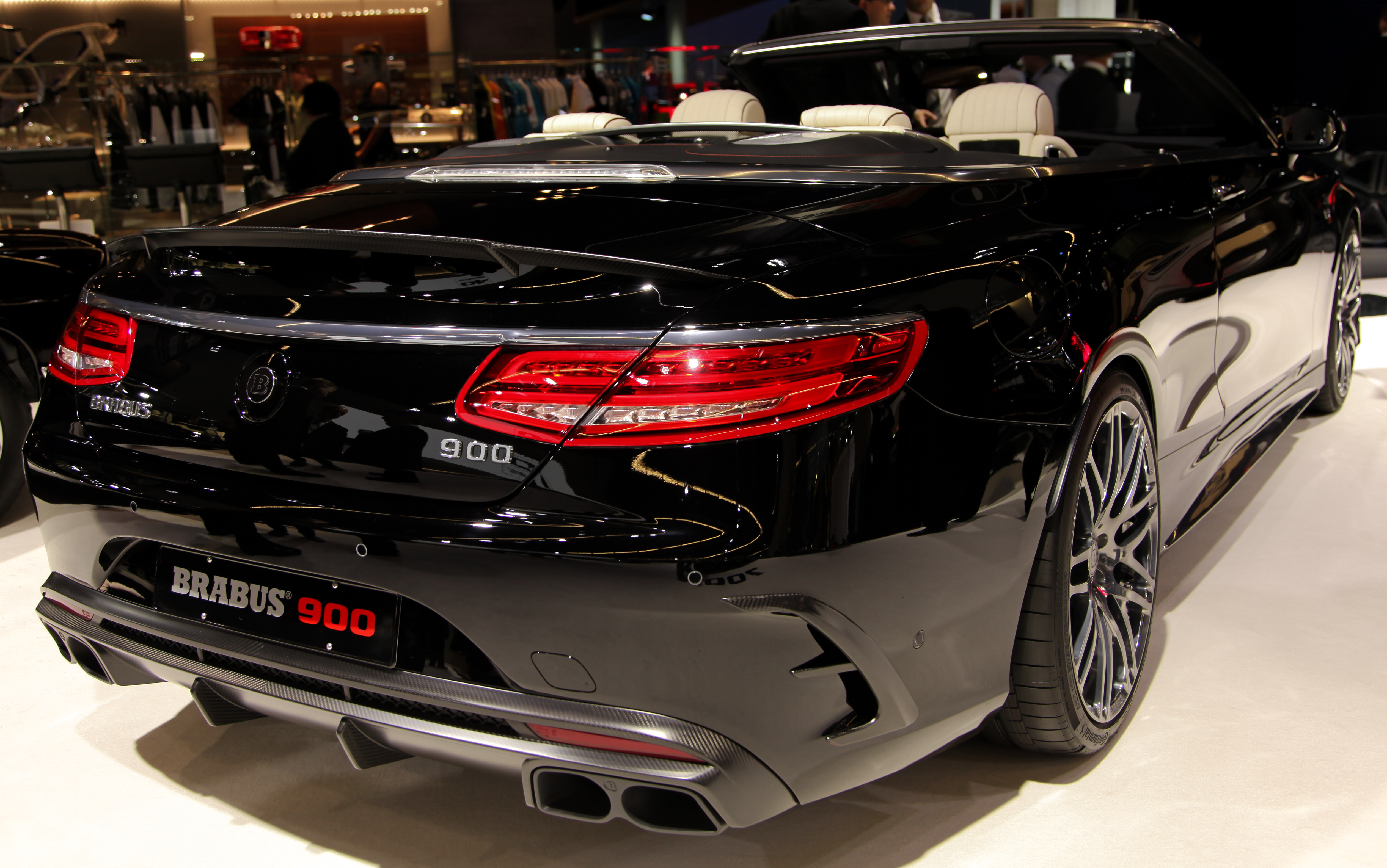
Heckansicht

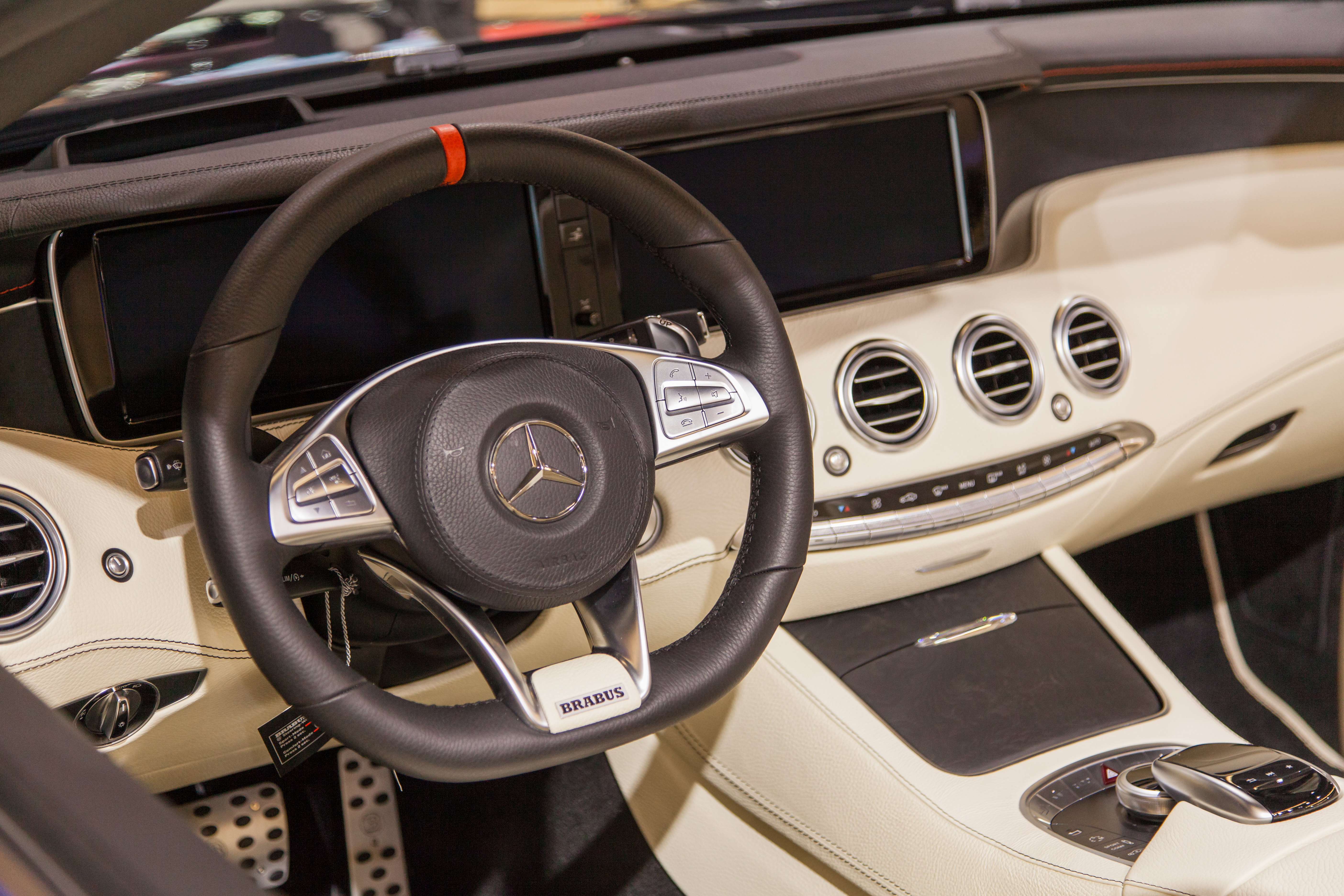
Innenraum

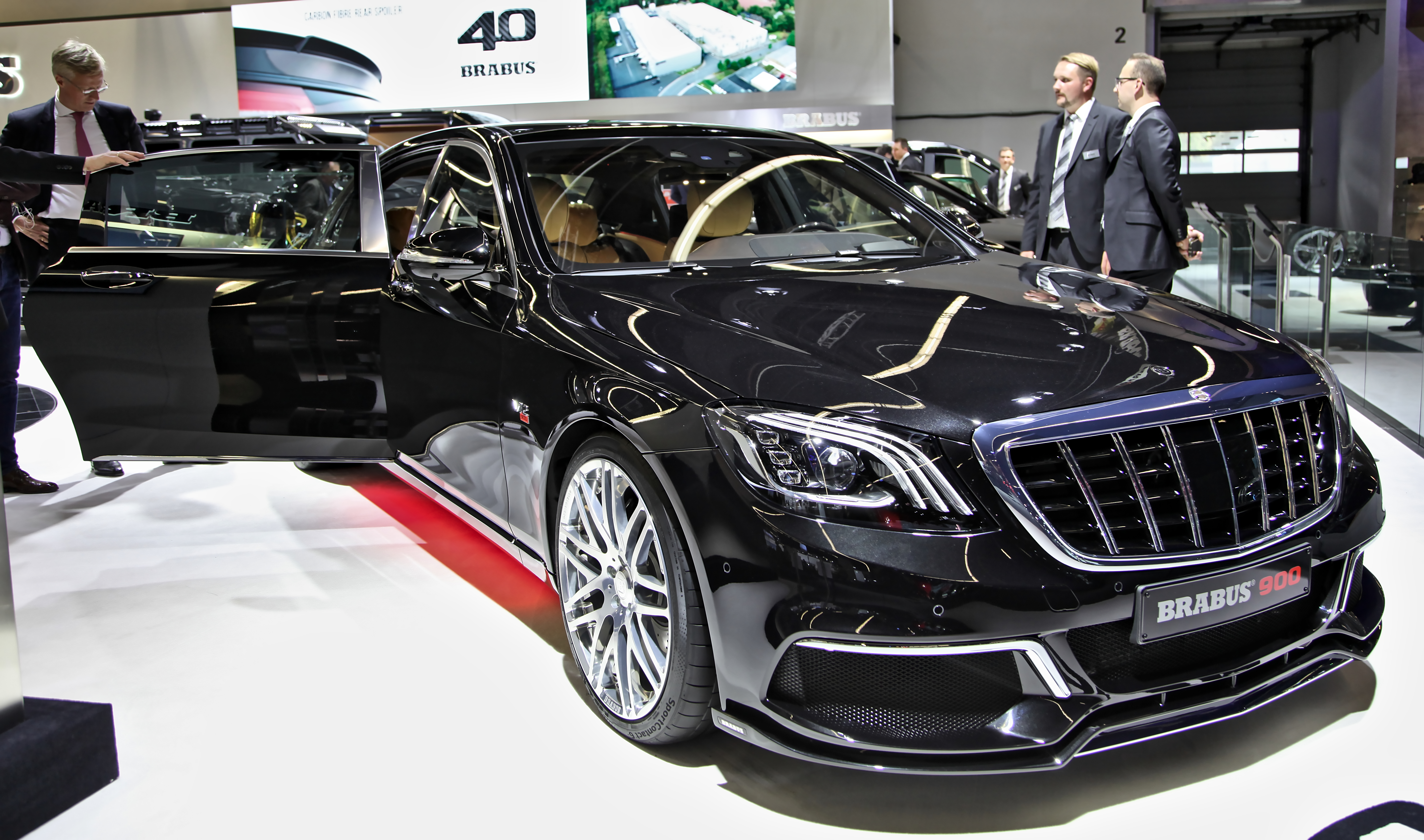
Brabus Rocket 900 Limousine auf der IAA 2017

Der Brabus Rocket 900 ist ein Hochleistungsfahrzeug von Brabus. Im Gegensatz zum auf der CLS-Reihe basierenden Brabus Rocket basiert der Rocket 900 auf der Mercedes-Benz-S-Klasse. Das Fahrzeug wurde ab 2015 als Limousine auf Basis des Mercedes-AMG S 65, ab 2016 als Coupé und ab 2017 als Cabriolet auf Basis des Mercedes-AMG S 65 Coupé gebaut. Vorgestellt wurden Limousine und Coupé auf dem Genfer Auto-Salon im Jahr ihres Marktstarts, das Cabriolet debütierte auf der Internationalen Automobil-Ausstellung im September 2017 in Frankfurt am Main.

## Technik
Mithilfe einer eigenen Kurbelwelle, geänderter Pleuel und neuer Kolben wird der Hubraum des Mercedes-AMG S 65 von 6,0 Liter auf 6,2 Liter erhöht. Die auf 662 kW (900 PS) gesteigerte Leistung wird unter anderem durch einen optimierten Ansaugbereich, neue Downpipes, neue Turbolader und eine neue Abgasanlage erreicht. Das maximale Drehmoment gibt Brabus mit 1500 Nm an, das mit Rücksicht auf den Antriebsstrang und das 7-Stufen-Automatikgetriebe jedoch elektronisch auf 1200 Nm begrenzt wird. Die Limousine und das Coupé erreichen aus dem Stand 100 km/h in 3,7 Sekunden 200 km/h in 9,1 Sekunden.

## Technische Daten
| Kenngrößen                                  | Rocket 900                        | Rocket 900 Coupé                  | Rocket 900 Cabriolet              |
| Bauzeitraum                                 | 2015–2020                         | 2016–2020                         | 2017–2020                         |
| Motorkenndaten                              |                                   |                                   |                                   |
| Motortyp                                    | V12-Ottomotor (Bi-Turbo)          | V12-Ottomotor (Bi-Turbo)          | V12-Ottomotor (Bi-Turbo)          |
| Hubraum                                     | 6233 cm³                          | 6233 cm³                          | 6233 cm³                          |
| max. Leistung                               | 662 kW (900 PS) bei 5500/min      | 662 kW (900 PS) bei 5500/min      | 662 kW (900 PS) bei 5500/min      |
| max. Drehmoment                             | 1200 Nm bei 4200/min (abgeregelt) | 1200 Nm bei 4200/min (abgeregelt) | 1200 Nm bei 4200/min (abgeregelt) |
| Kraftübertragung                            |                                   |                                   |                                   |
| Antrieb, serienmäßig                        | Hinterradantrieb                  | Hinterradantrieb                  | Hinterradantrieb                  |
| Getriebe, serienmäßig                       | 7-Stufen-Automatikgetriebe        | 7-Stufen-Automatikgetriebe        | 7-Stufen-Automatikgetriebe        |
| Messwerte                                   |                                   |                                   |                                   |
| Höchstgeschwindigkeit                       | 350 km/h (abgeregelt)             | 350 km/h (abgeregelt)             | 350 km/h (abgeregelt)             |
| Beschleunigung, 0–100 km/h                  | 3,7 s                             | 3,7 s                             | 3,9 s                             |
| Beschleunigung, 0–200 km/h                  | 9,1 s                             | 9,1 s                             |                                   |
| Kraftstoffverbrauch auf 100 km (kombiniert) | 11,9 l Super Plus                 |                                   | 13,9 l Super Plus                 |
| CO2-Emission (kombiniert)                   | 279 g/km                          |                                   | 323 g/km                          |

## Desert Gold Edition
Auf der Dubai International Motor Show 2015 präsentierte Brabus den Rocket 900 als Sondermodell Desert Gold Edition. Diese Limousine ist in „Desert Gold“ lackiert. Außerdem erhalten die schwarz lackierten Felgen goldene Zierstreifen und der Innenraum enthält goldfarbene Elemente. Angetrieben wird auch dieses Modell von dem 662 kW (900 PS) starken V12-Ottomotor.